# Republic F-105 Thunderchief
Ріпаблік F-105 Тандерчіф (англ. Republic F-105 Thunderchief) — американський надзвуковий винищувач-бомбардувальник, який використовувався ВПС США.  Здатний розвивати швидкість 2 Маха, в перші роки війни він виконував більшість ударних бомбардувань у В'єтнамі;  це був єдиний американський літак, який був відсторонений  від боїв через високий рівень втрат. Спочатку він був розроблений як одномісний ядерний штурмовик;  Пізніше була розроблена двомісна версія Wild Weasel для спеціалізованого придушення протиповітряної оборони противника (SEAD), проти ракетних майданчиків класу «земля-повітря».  Екіпажі F-105 був широко відомий як "Thud".
Як продовження американського F-100 Super Sabre, здатного розвивати швидкість до 1 Маха, F-105 був озброєний ракетами та поворотною гарматою;  однак його конструкція була розроблена для високошвидкісного проникнення в територію ворога на низькій висоті з одним ядерним зарядом на борту.  Перший політ здійснив в 1955 році, але надійшов на озброєння в 1958 році. Маючи 1 двигун, F-105 міг забезпечити бомбове навантаження більше, ніж деякі американські важкі бомбардувальники часів Другої світової війни, такі як Boeing B-17 Flying Fortress і Consolidated B-24 Liberator.  F-105 був одним із основних штурмовиків війни у В’єтнамі;  Було здійснено понад 20 000 бойових вильотів, з 833 вироблених літаків, 382 було втрачено, у тому числі 62 експлуатаційні (небойових), тобто майже кожен третій літак. Хоч F-105 ВПС США були менш маневрені, ніж менші винищувачі радянські МіГ, вони зуміли загалом збити 27 літаків.
Під час війни одномісний F-105D був основним літаком, який здійснював бомбардування різних військових цілей.  Між тим, двомісні варіанти F-105F і F-105G Wild Weasel стали першими спеціалізованими платформами SEAD, які боролися з ракетами С-75 «Двіна» (назва НАТО: SA-2 Guideline) класу «земля-повітря» радянського виробництва.  Два льотчики Wild Weasel були нагороджені почесною медаллю за атаку на Північно-В’єтнамські ракетні майданчики, один льотчиків збив два МіГ-17 в той же день.  Небезпечні місії часто вимагали від екіпажів часто діяти по принципу «першим прийшов, останнім вийшов», придушуючи ворожу протиповітряну оборону, тоді як ударні літаки виконували свої завдання, а потім залишали  район дії.
Коли Thunderchief надійшов на озброєння, це був найбільшим одномісний, одномоторним бойовим літаком в історії, вагою приблизно 23 000 кг.  Він може розвивати швидкість звуку над землею і досягати 2 Махів на великій висоті.  F-105 міг нести до  6 400 кг бомб і ракет.  Пізніше Thunderchief був замінений як ударний літак над Північним В’єтнамом на користь McDonnell Douglas F-4 Phantom II, та на літак з поворотним крилом General Dynamics F-111 Aardvark.  Однак варіанти F-105 «Wild Weasel» залишалися на озброєнні ще до 1984 року після того, як їх замінив спеціалізований F-4G «Wild Weasel V»

## Історія створення

### Проєктування
Republic Aviation запустила Thunderchief як внутрішній проект, щоб замінити RF-84F Thunderflash, який вперше використовував характерні повітрозабірники в корені крила, щоб звільнити місце для камер у носовій частині.  Команда конструкторів під керівництвом Олександра Картвелі вивчила близько 108 конфігурацій, перш ніж зупинитися на великому одномоторному AP-63FBX (Advanced Project 63 Fighter Bomber, Experimental), зокрема AP-63-31. Новий літак був призначений в першу чергу для надзвукового проникнення в глиб території ворога на малій висоті, щоб доставити один ядерний заряд у внутрішньому відсіку.  Акцент був зроблений на маловисотних швидкісних і польотних характеристиках, дальності та корисному навантаженні.  Літак буде оснащений великим двигуном і відносно невеликим крилом з високим навантаженням для стабільного польоту на малих висотах та меншого опору на надзвукових швидкостях.  Традиційні властивості для винищувача, такі як маневреність, були поставлені на 2 план.

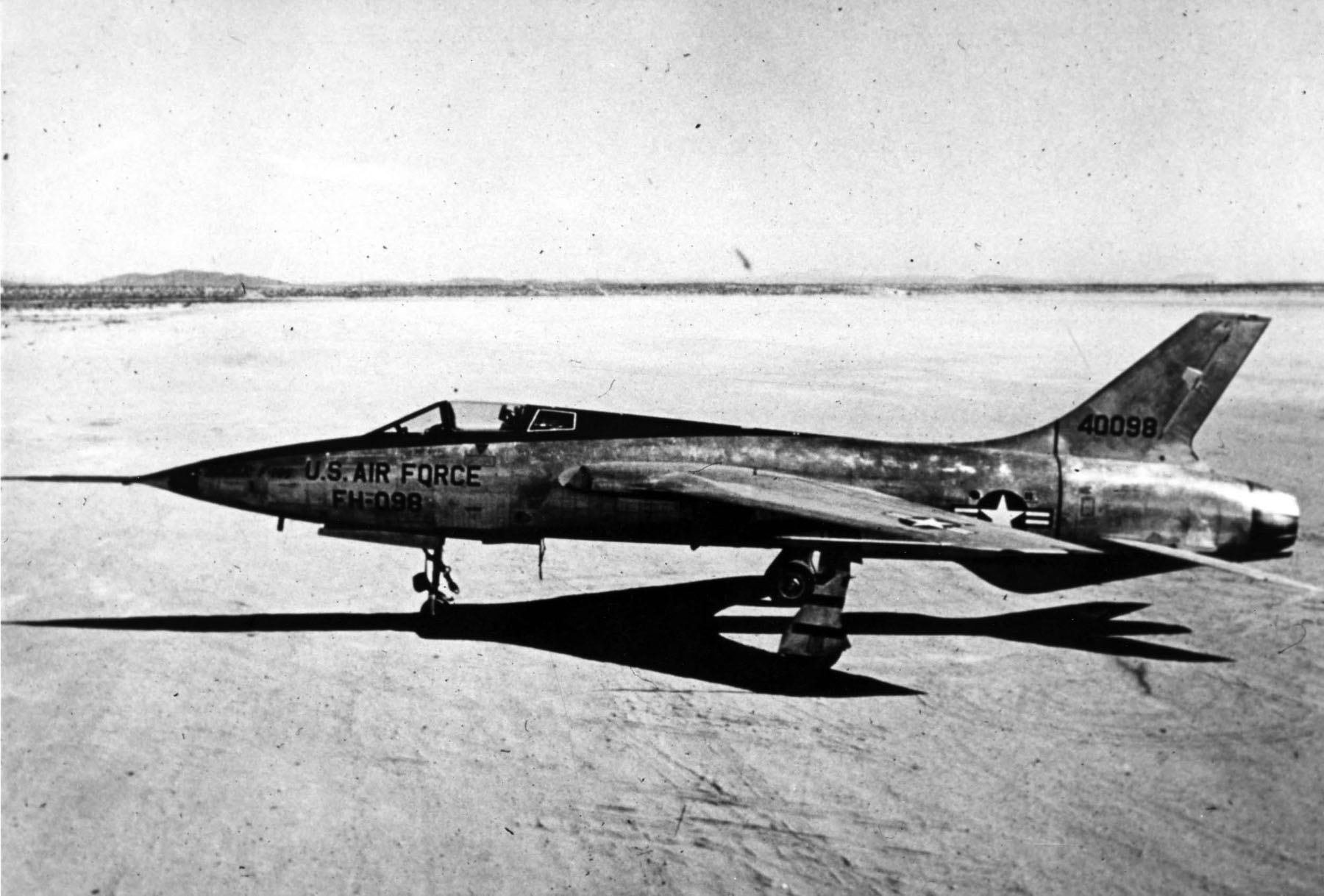
Republic YF-105A, серійний номер 54-0098, перший з двох прототипів

У вересні 1952 року, ВПС США на ентузіазмі надала контракт на 199 літаків. Однак до березня 1953 року ВПС США скоротили замовлення до 37 винищувачів-бомбардувальників і дев’яти тактичних розвідувальних літаків, посилаючись на наближення кінця війни в Кореї.  До того часу, коли макет F-105 був завершений у жовтні 1953 року, літак став настільки великий, що призначений для нього турбореактивний двигун Allison J71 буз замінений на користь більш потужного Pratt & Whitney J75.  Передбачаючи тривалу розробку двигуна, очікувалося, що перший літак буде використовувати менший Pratt & Whitney J57.  Ближче до кінця 1953 року вся програма була скасована ВПС США через низку затримок і невизначеності щодо літака.  Проте 28 червня 1954 року ВПС США офіційно замовили 15 F-105 (два YF-105A, чотири YF-105B, шість F-105B і три RF-105B) під позначенням системи зброї WS-306A.
Прототип YF-105A вперше здійснив політ 22 жовтня 1955 року, а другий YF-105A – 28 січня 1956 року.  Незважаючи на те, що він оснащений менш потужним двигуном J57-P-25 з тягою 67 кН у форсажному режимі, перший прототип під час свого першого польоту досяг швидкості 1,2 Маха.  Очікувалося, що J75 генеруватиме 109 кН з форсажною камерою. Обидва літаки мали звичайні повітряні забірники крила та фюзеляжі з плитами, типові для ранніх реактивних літаків;  Republic вважали, що прототипи не показують реальні можливості літака через численні зміни до виробництва. Недостатня потужність та аеродинамічні проблеми з трансзвуковим опором, а також досвід Convair із їхнім F-102 призвели до зміни дизайну фюзеляжу, щоб він відповідав правилу площі, надавши йому характерну «осину талію». У поєднанні з характерними повітрозабірниками зі змінною геометрією, які регулювали потік повітря до двигуна на надзвуковій швидкості, та двигуном J75, ця перебудова дозволила F-105B досягти 2,15 Маха.

### Виробництво

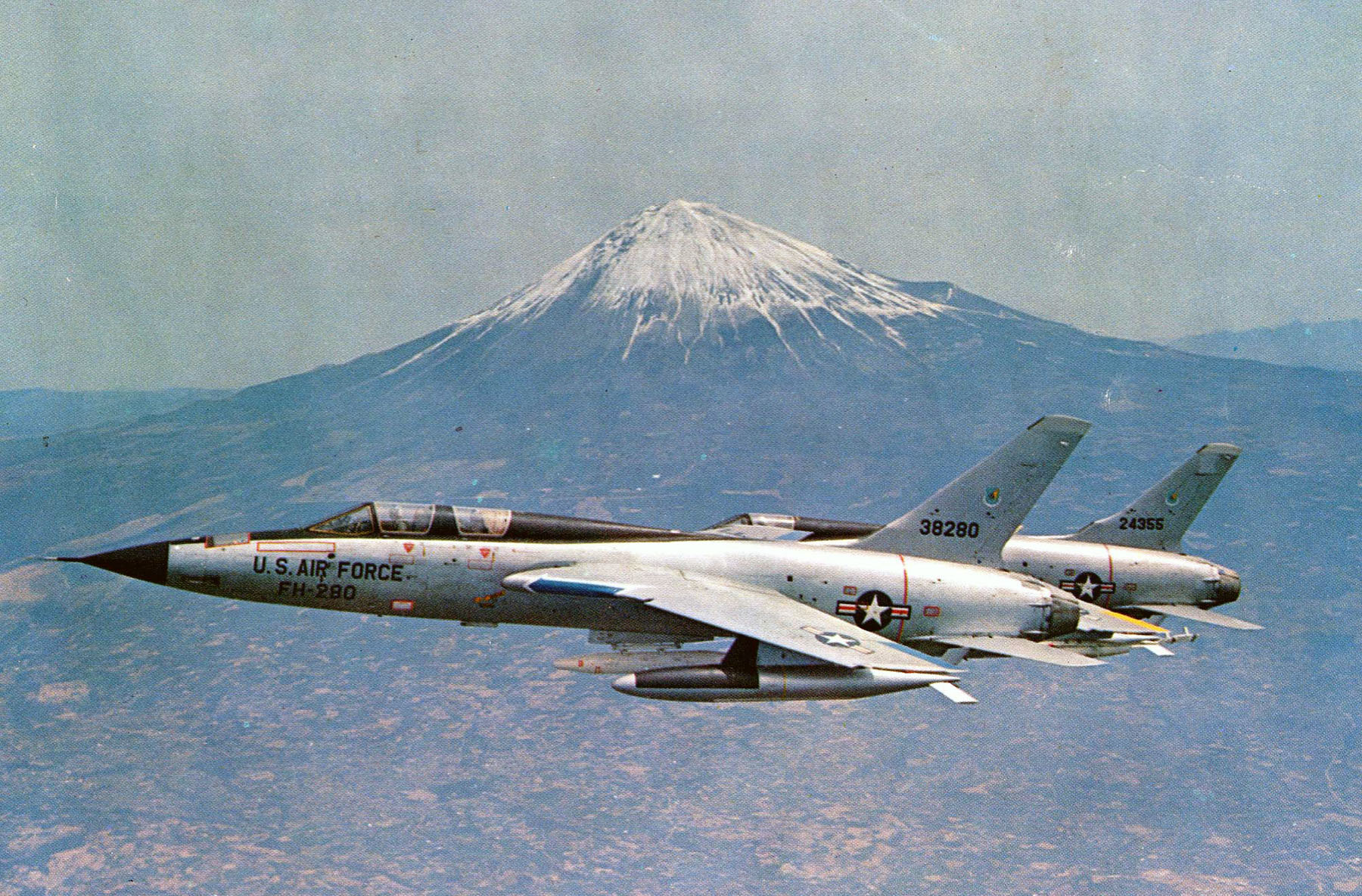
F-105F літає з F-105D на фоні Фудзі (гора)

У березні 1956 року ВПС США зробили замовлення на 65 F-105B і 17 RF-105B.  Для виконання ядерної місії було інтегровано систему керування вогнем МА-8, радар дальності AN/APG-31 та приціл K-19, що дозволяло б виконувати бомбардування. Перший передсерійний YF-105B здійснив політ 26 травня 1956 року. П'ять тренувальних варіантів F-105C були додані до плану закупівель у червні 1956 року, але потім були скасовані в 1957 році. Розвідувальний варіант RF-105 був скасований у липні 1956 року.  Перший серійний F-105B був прийнятий на озброєння ВПС 27 травня 1957 року.  У червні 1957 року Republic Aviation попросила назвати F-105 Thunderchief, продовжуючи послідовність літаків компанії з назвою Thunder: P-47 Thunderbolt, F-84 Thunderjet та F-84F Thunderstreak. ВПС США оголосили цю назву через місяць.
Щоб виконати вимогу ВПС для всепогодної атаки, Республіка запропонувала варіант F-105D у 1957 році. Ця версія мала збільшений носову частину та обтікач, в якому містилася бомбардувально-навігаційна система AN/ASG-19 Thunderstick.  AN/ASG-19 був розроблений на основі радара Autonetics R-14A, який працював у режимах "повітря-повітря" та "повітря-земля", і доплерівського навігаційного радара AN/APN-131.  У кабіні F-105D мав вертикальні стрічкові дисплеї приладів для роботи в несприятливих погодних умовах.  Також була додана можливість носити ядерну зброю TX-43.  Також було відновлено розробку розвідки RF-105, яка тепер базується на F-105D.  Перша модель D здійснила свій перший політ 9 червня 1959 року. Плани побудувати понад 1500 F-105D були припинені, коли міністр оборони Роберт Мак-намара вирішив оснастити цим типом не більше семи бойових машин.  У листопаді 1961 року виробництво було скорочено на користь того, що ВПС взяли на озброєння ВМС F-4 Phantom II і, в довгостроковій перспективі, General Dynamics F-111 Aardvark програми TFX.
Останні 143 побудовані Thunderchief були двомісним тренувальним варіантом F-105F.  На основі F-105D ця модель була на 79 см довшою, щоб забезпечити місце для задньої кабіни;  в іншому випадку літальні характеристики літака були подібні до попереднього F-105D. Всього було виготовлено 833 F-105 до завершення виробництва в 1964 році. F-105 був розроблений для короткої ядерної кампанії, що призвело до недоліків, які стали очевидними в тривалій звичайній війні, таких як погане розташування гідравліки та паливні баки, які не були самогерметизовані. Подальші оновлення підвищили надійність і озброєння існуючих F-105D.  У відповідь на загрозу з використанням ракет «земля-повітря» у небі над В’єтнамом, десятки F-105F були переобладнані в протирадіолокаційні літаки «Wild Weasel», кульмінацією яких був F-105G.

## Конструкція

### Огляд

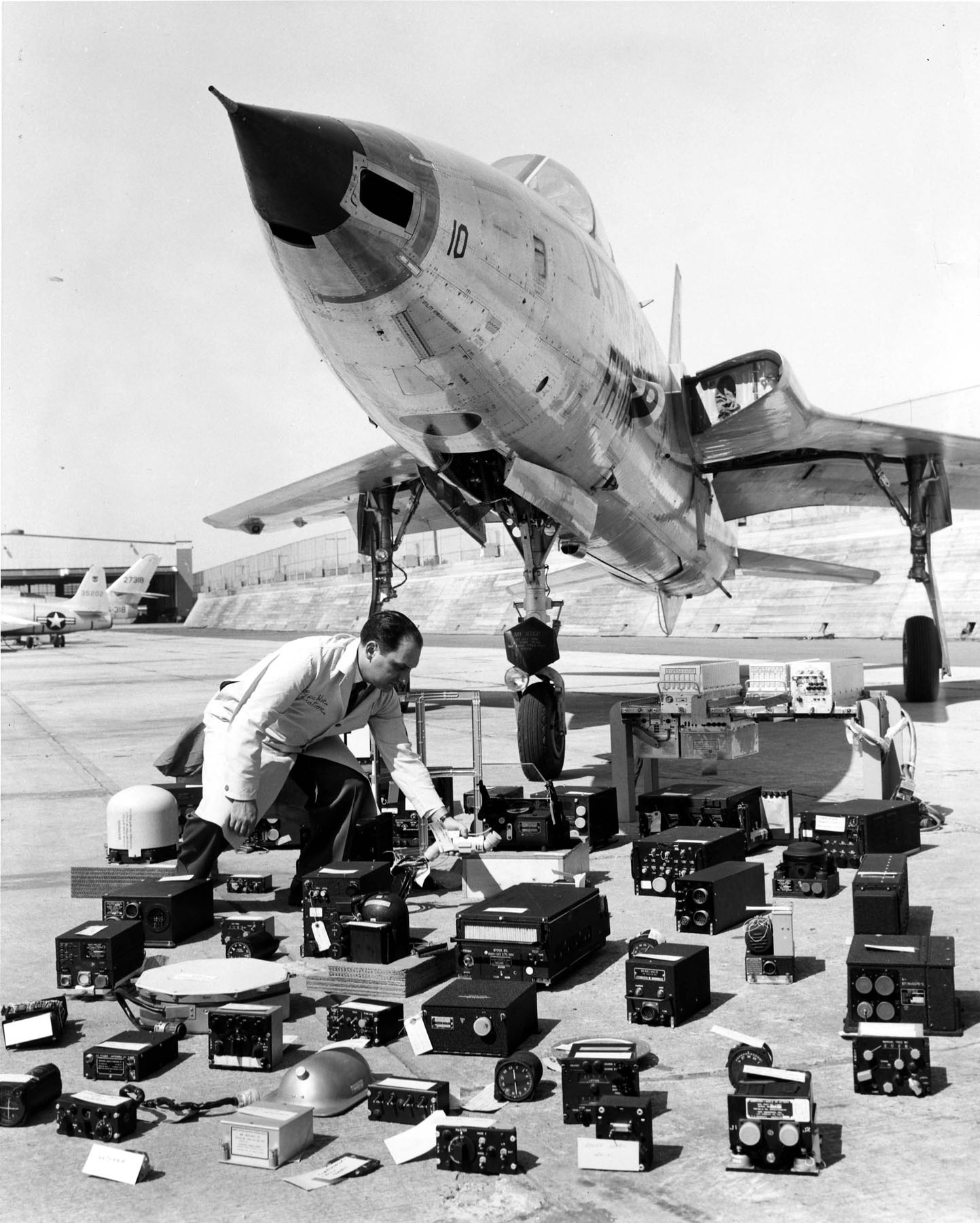
Вид спереду Republic F-105B з компоновкою авіоніки

F-105 був монопланом, середньопланом зі стріловидністю крила та оперення 45°.  Один двигун живився двома повітрязабірниками в коренях крила, залишаючи ніс вільним для  якому розміщується багаторежимного радара. Його фюзеляж давав місце для 4480 л палива та внутрішнього бомбового відсіку.  Розмір бомбового відсіку  4,83 м × 0,81 м;  Спочатку він був розроблений для  одного ядерного заряду, але зазвичай на його місце встановлювали додатковий паливний бак об’ємом 1300 л. Він мав чотири пілони під крилами та один по центру фюзеляжу;  два внутрішніх пілони крила і центральний пілон були здатні приймати паливо 1700 і 2500 л з підвісних баків. Одну М61 Вулкан (спочатку позначалося Т-171Е3) 20 мм 6-ствольну гармату типу Гатлінга встановили в лівій частині носа.  Ракета класу повітря-повітря малої дальності AIM-9 Sidewinder могла розташовуватися на кожному з зовнішніх пілонів крила. F-105 був розроблений в основному для роботи на низьких висотах, а його швидкість на малій висоті була його найбільшою перевагою під час боротьби з ворожими винищувачами, такими як МіГ-17 і МіГ-21.  F-105 здобув 27 перемог у повітрі. Виходячи з бойового досвіду, F-105D був оновлений за допомогою кращого катапультного крісла, додаткової броні, покращених прицілів і блоків електронних контрзаходів (ECM) на крилах.

### Льотні характеристики
Колишній північноамериканський пілот F-86 Sabre Джеррі Ноель Хобліт згадав, що був вражений розмірами F-105, побачивши його вперше; він навіть стрибнувши з розбігу не зміг дістати до повітрозабірної губи.  F-105 мав простору кабіну з гарною оглядовістю і компонуванням (особливо після впровадження «стрічкових» приладів);  просунуту електроніку було легко освоїти та працювати.  Зльоти та посадки часто виконувались у діапазоні 370 км/год.  Спойлери забезпечували хороший контроль крену на всіх швидкостях, а характерні чотирипелюсткові пневматичні гальма (які також злегка відкривалися при включенні форсажної камери, щоб забезпечити більший потік вихлопних газів) були високоефективними навіть на надзвукових швидкостях.  Втрата керування через обертання або ускладнення, викликаного несприятливим поворотом, вимагала свідомих зусиль від пілота, а спонтанне відновлення обертання було швидким.
Початкова реакція спільноти пілотів-винищувачів на їхній новий літак була прохолодною.  Поміж своїми величезними розмірами та неспокійним раннім терміном служби F-105 здобув низку бездоганних прізвиськ.  На додаток до вищезгаданого «Тупіт», прізвиська включали «Squat Bomber», «Свинцеві сани», а також «Гіпер свиня» та/або «Ультра свиня».  Останні дві назви виникли від попередників F-105, Republic F-84 Thunderjet і F-84F Thunderstreak, які отримали прізвисько «Свиня» і «Суперсвиня» відповідно.  За словами пілотів і екіпажів F-105, прізвисько «Глум» було натхнене персонажем «Головний Громовий удар» із телесеріалу "Привіт Дужі".
Наступальні можливості літака саркастично називали «Потрійною загрозою» — "він міг бомбити вас, вразити вас або впасти на вас". Позитивні аспекти, такі як чуйне керування F-105, сильна продуктивність на високій швидкості та низькій висоті, а також його електроніка підкорили деяких пілотів.  Для деяких «Туд» був терміном прихильності;  заднім числом RF-84F Thunderflash стала відома як "Мати Туда". Пілот F-105, полковник Джек Бротон сказав про прізвисько: "Глух виправдав себе, і ім'я, яке спочатку було вимовлено з насмішкою, стало одним з найвищої поваги в авіаційному братстві".

### Спеціальні модифікації

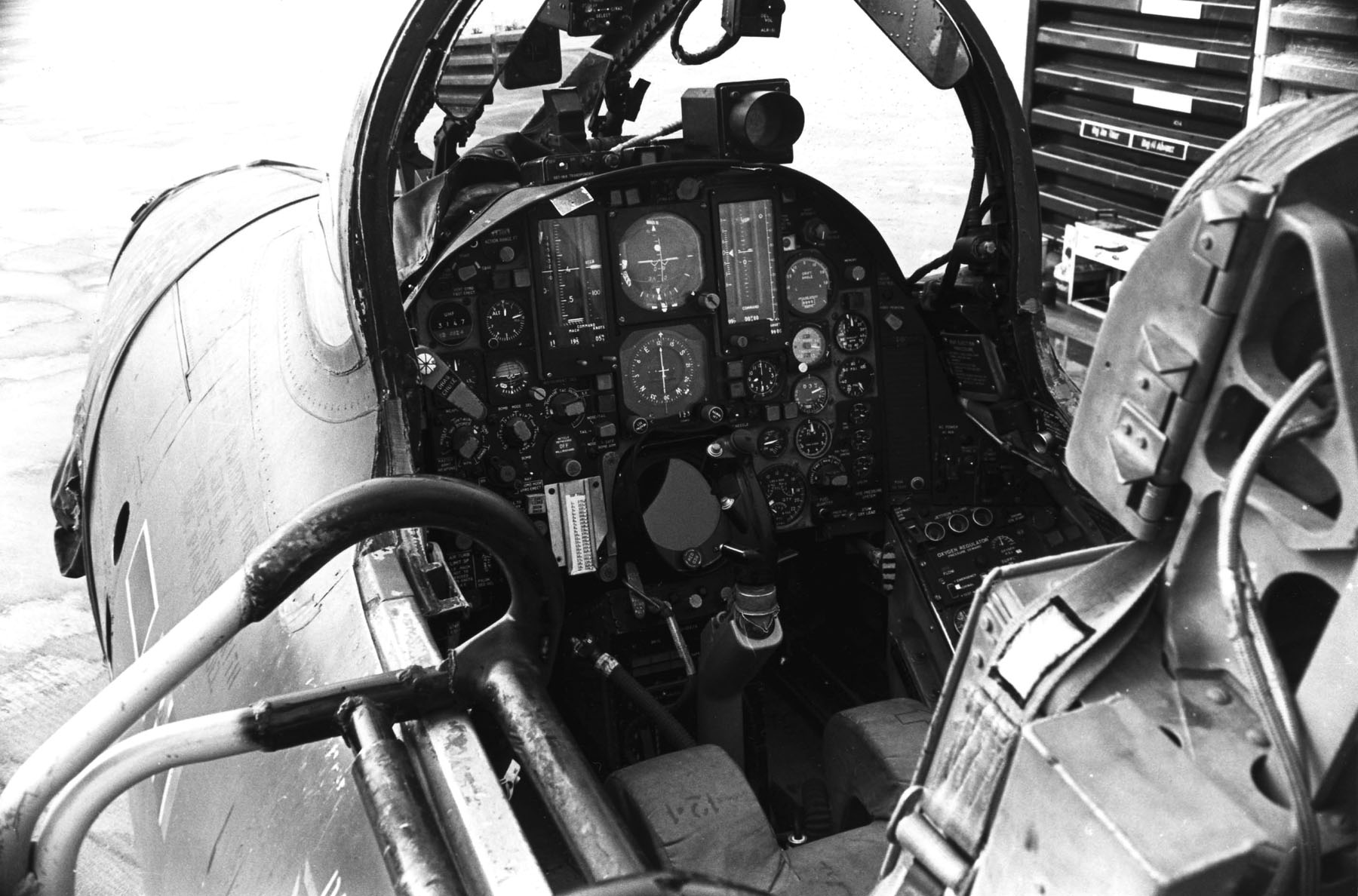
Приладова панель F-105D Тандерчіф

Задні кабіни кількох двомісних F-105F були модифіковані в рамках проекту Commando Nail за допомогою радара R-14A та радіолокаційного приціла з високою роздільною здатністю.  Ці літаки використовувалися для всепогодних та нічних ударів на низькому рівні по особливо небезпечним цілям підрозділом із 13-ї ескадрильї тактичних винищувачів (1966–1975), який отримав назву «Райдери Райана», починаючи з квітня 1967 року.  Деякі з цих літаків пізніше були переобладнані до стандарту "Дика ласка III "
Щоб запобігти атакам МіГ, кілька F-105F також були оснащені системою перешкоджання зв’язку Hallicrafters QRC-128 за проектом Combat Martin.  Північно-в'єтнамські сили-перехоплювачі дотримувалися радянської доктрини протиповітряної оборони з пілотами під суворим керівництвом наземних диспетчерів по радіозв'язку.  QRC-128, який отримав прізвисько «Комп’ютер полковника», заповнив задню кабіну F-105F. Після затримки голосовий зв’язок по радіоканалу повертався назад, що призвело до неприємного спотворення.  Однак, коли вперше було використано Combat Martin, Агентство національної безпеки США (АНБ), відповідальне за розвідку стратегічних сигналів США, наказало ВПС негайно припинити, оскільки АНБ вважало, що в розвідданих, отриманих шляхом моніторингу каналів переважали переваги.

### Thunderstick II
Досвід В'єтнаму продемонстрував необхідність кращого прямого та "сліпого" бомбардування.  У березні 1968 року Військово-повітряні сили замовили розробку модернізованої системи бомбардування/навігації, які включала б інерціальну навігаційну систему Singer-General Precision, покращення навігаційного радара AN/APN-131 і твердотільних схем для радара R-14A,  який був перейменований як Р-14К.  Крім того, цифровий навігаційний приймач великої дальності AN/ARN-92 замінив проблемний приймач AN/ARN-85.  Додаткова авіоніка була розміщена в довгому піднятому спинному хребті.  Модифікована система бомбардування/навігації була відома як Thunderstick II.  F-105 з цією системою могли досягти кругової похибки ймовірності бомбардування (CEP) 50 футів 15 м з висоти 4600 м.  Хоча перший літак Thunderstick II здійснив політ у 1969 році, він не використовувався у В’єтнамі.  Всього цю модифікацію отримали 30 F-105D.

### Дика ласка
У 1965 році ВПС США почали експлуатувати двомісні F-100F Super Sabres, спеціально обладнані для місій «Придушення протиповітряної оборони противника» (SEAD) у В’єтнамі.  Ці літаки на прізвисько "Дика ласка" здобули низку перемог над Північнов’єтнамськими радіолокаторами зенітних ракет.  Другим членом екіпажу був штурман, навчений як офіцер електронної війни (EWO), щоб розшифровувати інформацію з датчиків і направляти пілота до цілей. Однак F-100F був тимчасовим рішенням, оскільки його обмежене корисне навантаження часто вимагало кількох літаків для успішного удару;  йому також не вистачало швидкості та витривалості для ефективного захисту F-105.
F-105F з компоновкою озброєння в серпні 1964 року;  включаючи 20 мм гарматні снаряди, 70 мм ракети, ракети «Буллпап» і «Сайдвіндер», бомби загального призначення, касетні бомби, пускові установки LAU-3A, розпилювачі сигнальних ракет і скидальних баків.
Отриманий EF-105F Wild Weasel III (позначення EF широко використовувався, але неофіційний) доповнив свої датчики та електронне обладнання для протиелектронного подавлення  ракетами AGM-45 Shrike і звичайними бомбами, надавши йому наступальні можливості  відсутні у F-100F.  Перший з цих літаків здійснив політ 15 січня 1966 року і вони почали прибувати в Південно-Східну Азію в травні, здійснивши свою першу місію 6 червня 1966 року.
У типовій ранній місії один EF-105F супроводжував би один або два польоти F-105D, щоб забезпечити захист від ворожого наземного вогню.  Хоча ця стратегія була ефективною для зменшення втрат F-105D, літак Weasel зазнав важких втрат: п’ять із перших 11 втрачених у липні та серпні 1966 року. Унаслідок нападів на середовища високого ризику, Weasels виконували польоти мисливців-вбивць «Залізна рука».  змішаних одномісних і двомісних Громовержців, які придушують об'єкти під час атак ударної групи та атакують інших на шляху.  Восени 1967 року EF-105F почали модернізувати до остаточного Wild Weasel Thunderchief, F-105G.
F-105G містив значну кількість нової спеціальної авіоніки для SEAD, включаючи оновлену систему радіолокаційного самонаведення та попередження (RHAW), яка вимагала переробки кінчиків крил.  Щоб звільнити підвісні точки підвіски для додаткової зброї, електронні контрзаходи Westinghouse AN/ALQ-105 були постійно встановлені в двох довгих блістерах на нижній частині фюзеляжу.  Тридцять літаків були оснащені пілонами для перевезення протирадіаційної ракети AGM-78 Standard.  Під час типової місії F-105G перевозив двох Shrike на підвісних пілонах, один стандарт на бортовому пілоні, збалансований паливним баком ємністю  1700 л з іншого боку та осьовою лінією 2500 л.  паливний бак.

### Вартість
|                                                      | F-105B                   | F-105D                   | F-105F/G                                  |
| ---------------------------------------------------- | ------------------------ | ------------------------ | ----------------------------------------- |
| Дослідна робота                                      | 2716 виготовлено літаків | 2716 виготовлено літаків | 2716 виготовлено літаків                  |
| Планер                                               | 4 914 016                | 1 472 145                | 1 524 000                                 |
| Двигуни                                              | 328 797                  | 244 412                  | 290 000                                   |
| Електроніка                                          | 141 796                  | 19 346                   | 251 000                                   |
| Озброєння                                            | 232 913                  | 167 621                  | 154 000                                   |
| Боєприпаси                                           | 32 021                   | 19 346                   | 21 000                                    |
| Вилітна вартість                                     | 5 649 543                | 2,14 мільйонів           | 2,2 мільйонів                             |
| Вартість модифікації до 1973 року                    | 261 793                  | 282 687                  | 701 645 плюс 1 803 для модифікації F-105G |
| Вартість 1 години польоту                            |                          | 1 020                    | 1 020                                     |
| Вартість технічного обслуговування за годину нальоту | 718                      | 809                      | 808                                       |

Примітки: витрати вище вказані приблизно, в доларах США на 1960 роки і не були скориговані на інфляцію.

## Технічні характеристики
Дані з "The Great Book of Fighters" Стандартні характеристики літака США: F-105D-31.
Загальна характеристики:
- Екіпаж: 1 (F-105F: 2)
- Довжина: 19,628 м
- Розмах крила:  10,649 м
- Висота: 5,99 м
- Площа крила: 35,8 м²
- Співвідношення сторін: 3,18
- Аеродинамічний профіль: NACA 65A005.5; NACA 65A003.7
- Маса порожнього: 12 181 кг
- Нормально злітна маса: 16 165 кг
- Максимальна злітна маса: 23 967 кг
- Ємність палива: 2900 л у трьох гнучких фюзеляжних баках + 1 500 л у підвісних паливних баках 2800 л, 2800 л у центральному підвісному паливному баці і двох об'ємом 1700 л підкрилових баках. Загальний максимальний обсяг палива 10 600 л.
- Коефіцієнт опору нульового підйому: 0,0173
- Площа опору: 0,6 м²

Силова установка:
- 1 × турбореактивний двигун Pratt & Whitney J75-P-19W, тяга 64 кН та 117,88 кН з форсажною камерою.

Продуктивність:
- Максимальна швидкість: 2240 км/год / 2,1 Маха на висоті 10 668 м.
- Бойова дальність: 1252 км
- Перегонна дальність: 3550 км
- Практична стеля: 14 800 м
- Швидкість підйому: 196 м/с
- Час набору висоти: 10 668 м за 1 хвилину 42 секунди.
- Навантаження на крило: 450 кг/м²
- Тягооснащеність: 0,74

Озброєння:
- Гармати: 1 × 20 мм 6-ствольна гармата Гатлінга M61A1 Vulcan, 1028 с

снарядів
- Точок підвіски: всього 5: 4 підкрилові, 1 під фюзеляжем, внутрішній бомбовий відсік розрахований на 6400 кг.  Можливі боєприпаси:
- Можливі боєприпаси

ракети:
- Ракетні блоки LAU-32/LAU-59 з 7 x FFAR кожна
- Ракети типу "повітря-повітря" AIM-9 Sidewinder
- Ракети класу "повітря-земля" AGM-12 "Буллпап".
- Протирадіолокаційна ракета: AGM-45 Shrike

Бомби:
- Бомби загального призначення серії M117 і Mark 80
- Ядерні боєприпаси: B28, B43
- Касетні боєприпаси різних типів, зокрема CBU-24

Авіоніка:
- РЛС NASARR R-14A
- Система керування вогнем AN/ASG-19 Thunderstick.

## Бойове застосування
Поява в частинах

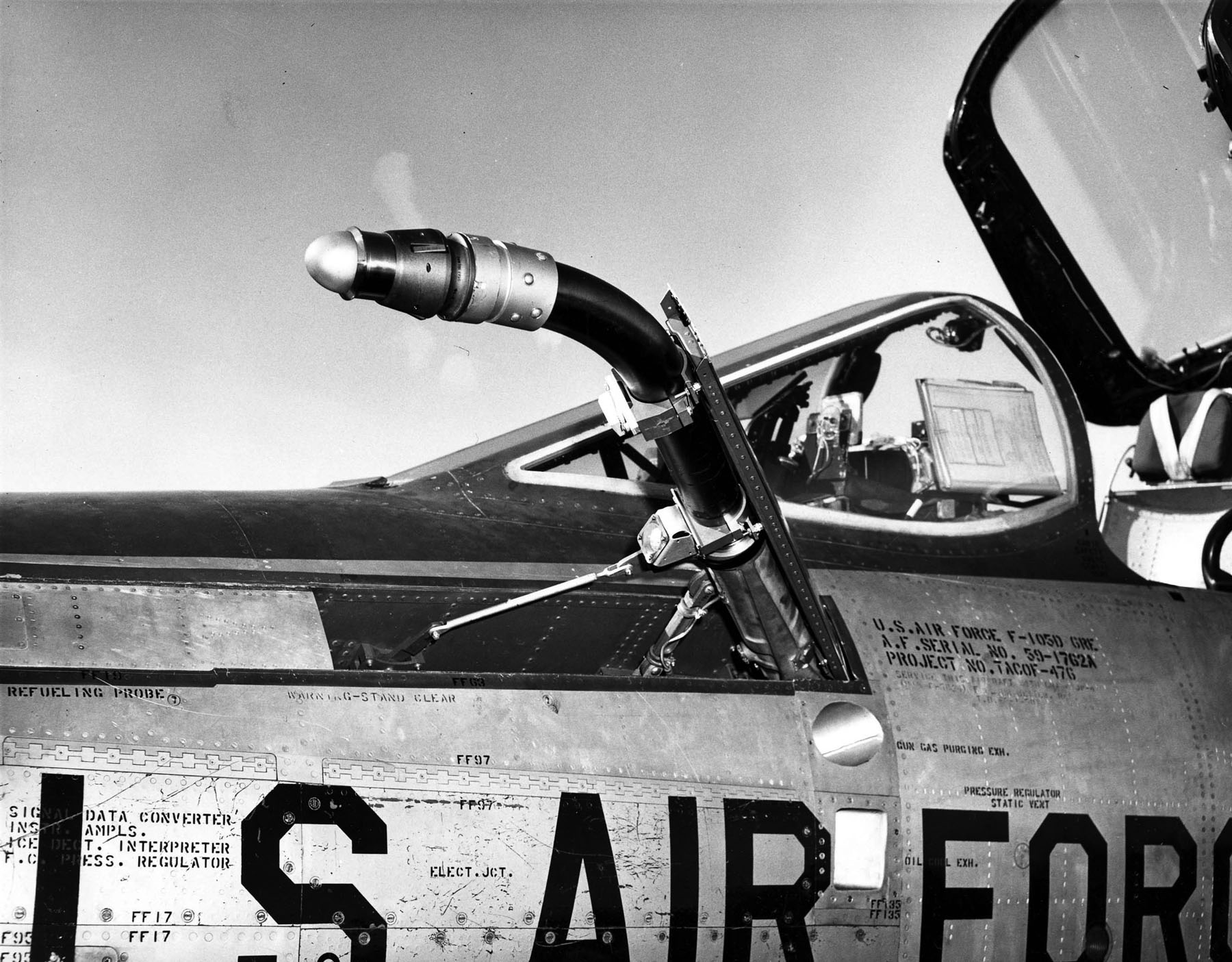
F-105D деталь зонда заправки. Модель -D мала два типи устаткування для заправки в польоті: зонд "для гальмівного механізму" і ємність "для стріли".

F-105B надійшов на озброєння ВПС США у 335-й ескадрильї тактичних винищувачів 4-го тактичного винищувального крила у серпні 1958 року, хоча ескадрилья не стала повністю бойовою до 1959 року.  11 грудня 1959 року F-105B, пілотований бригадним генералом Джозефом Муром (командуючим 4-м тактичним винищувачем), встановив світовий рекорд у 1958 км/год.  Труднощі з його авіонікою і системою керування вогнем МА-8 виникли з самого початку. Зазвичай F-105 вимагав 150 годин технічного обслуговування на кожну годину польоту.  Більшість із цих проблем було вирішено в Project Optimize.  Відсутність запасних частин призвело до того, що весь флот F-105B недовго простоював на землі  у 1960 році.  У 1964 році модифіковані F-105B, замінивши гармату, фюзеляж і підсилення крила для вищого пілотажу, і додавши димогенератор, ненадовго здійснили політ разом із демонстраційною командою Буревісники ВПС США.  Всього після шести показних польотів сталась смертельна аварія через надмірне навантаження на планер, призвела до повторного використання F-100 Super Sabre.
До 1964 року F-105B був переведений в ескадрильї Національної гвардії ВПС США.  На передовій він був замінений остаточним F-105D, удосконалений радар NASARR R-14A і система управління вогнем AN/ASG-19 Thunderstick забезпечили йому можливість працювати в будь-яку погоду. Був доданий  радар R-14A,  також час як була встановлена абсолютно нова панель приладів, яка замінила аналогові прилади на вертикальні прилади із стрічкою, щоб було легше "читати" їх в бою.  Щоб розмістити новий радар із значно більшою радіолокаційною антеною, передню частину фюзеляжу було перероблено, збільшивши загальну довжину на 41 см.

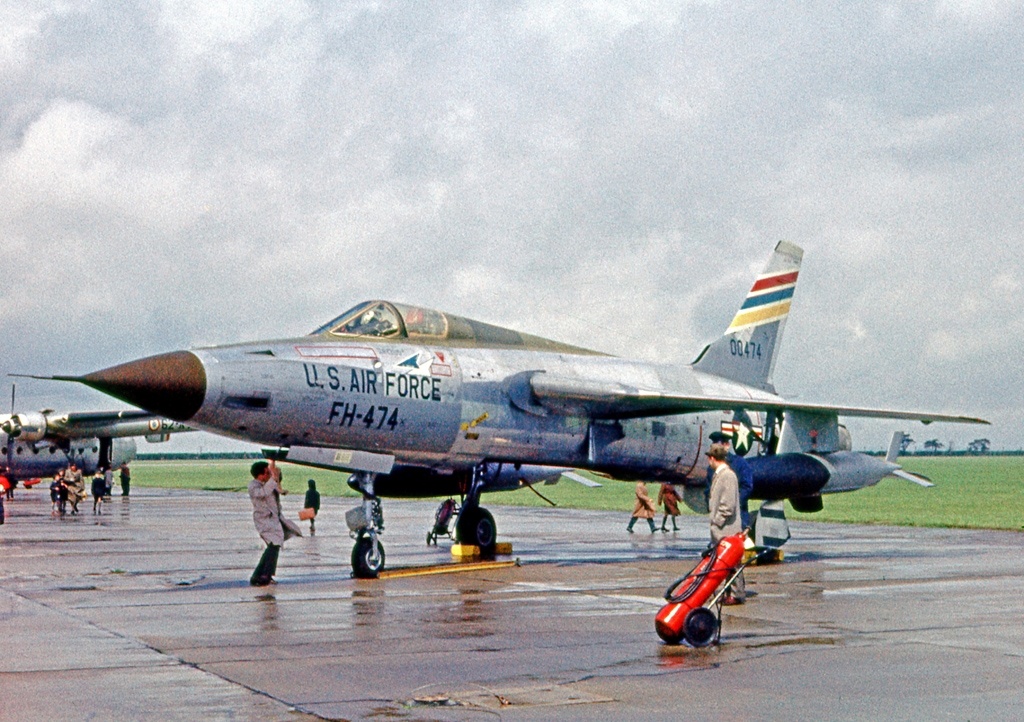
Republic F-105D з 36 Тактичного винищувального крила яке базувалося в Бітбурзі, Західна Німеччина, в 1962

F-105D надійшов на озброєння 335-го Тактичного винищувального крила у вересні 1960 року, але до початку 1961 року він не був повністю оснащений. Перші закордонні одиниці F-105 були пепедані в Західну Німеччину в 1961 році, в 36-й тактичне винищувальне крило на авіабазі Бітбург у травні в 49 тактичне винищувальне крило на авіабазу Шпангдалем.  Обидва крила відігравали основну роль в сценарії тактичного  удару НАТО.  F-105D також були розгорнуті у Тихому океані: 18-е тактичне винищувальне крило в Кадені на Окінаві перетворено в 1962 році, а 8-е тактичне винищувальне крило перетворено в 1963 року.
Як і F-105B, на початку кар'єри в F-105D були проблеми з технічне обслуговування на землі та зброї в польоті.  Походження прізвиська "Стук" було незрозумілим, деякі стверджують, що це означає звук F-105, який врізається в землю.  Весь флот був нельотний у грудні 1961 року, а потім знову в червні 1962 року. Багато проблем було вирішено під час виробничого циклу, і до 1964 року ранні F-105D були оновлені в рамках проекту "Look Alike", хоча відмови двигуна та проблеми з паливною системою були до 1967 року.
Тим часом ВПС США поступово змінювали передбачувану місію F-105 з ядерного блокування на звичайне бомбардування.  Оновлення "Look Alike" збільшило кількість бомб на літаку з чотирьох до 16 звичайних 340 кг бомб на підкрилових і центральних точках фюзеляжу та додали обладнання для запуску ракет типу "повітря-земля" AGM-12 Bullpup.  У червні 1961 року F-105D доставив  7 000 кг звичайних бомб під часВПСпробувань ВВС США — на той час  рекорд для одномоторного літака це у три рази більше, ніж міг доставити  чотиримоторний важкий бомбардувальники часів 2  Світової війни, такі як Boeing B-17 Flying Fortress і Consolidated B-24 Liberator, хоча для тривалих місій була необхідна дозаправка в повітрі. Один із F-105D отримав назву Memphis Belle II на честь відомого B-17 Другої світової війни.

### Війна у В'єтнамі

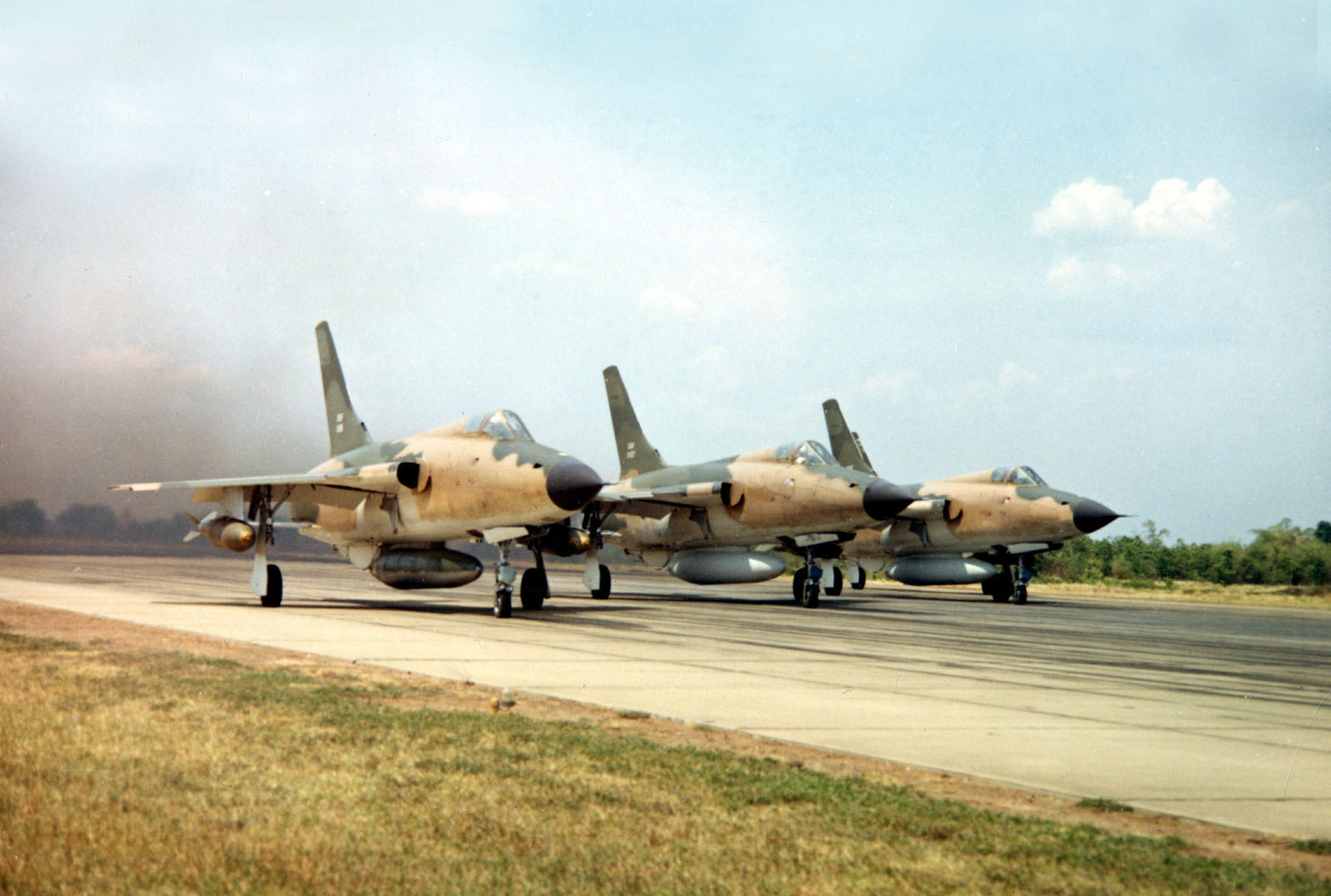
F-105-ті злітають для бомбардування Північного В'єтнаму, 1966 рік.

Незважаючи на серйозні проблеми на початку експлуатації, F-105 став домінуючим штурмовиком на початку війни у В’єтнамі.  F-105 міг нести вдвічі більше бомб далі і швидше, ніж F-100, який використовувався переважно в Південному В'єтнамі. Перший бойовий виліт F-105D у війні передбачав атаку зенітної артилерії 14 серпня 1964 року на Плен-де-Жарре.  Ця місія була виконана літаками 6441-го тактичного винищувального крила, розгорнутого на авіабазі Йокота, Японія, на базу Королівських ВПС Таїланду Корат, Таїланд. Перший Thunderchief був втрачений у війні, також був під час цієї місії, хоча пілоту вдалося повернути літак у Корат. Перша ударна місія відбулася 13 січня 1965, метою було знищення мосту Бен Кен у Лаосі. На початку 1965 року додаткові ескадрильї F-105 були розгорнуті на авіабазах Корат і Тахлі в Таїланді. У березні 1965 року, на початку операції "Rolling Thunder"  року велика кількість F-105D була відправлена на ці бази для участі в інтенсивних бомбардуваннях.

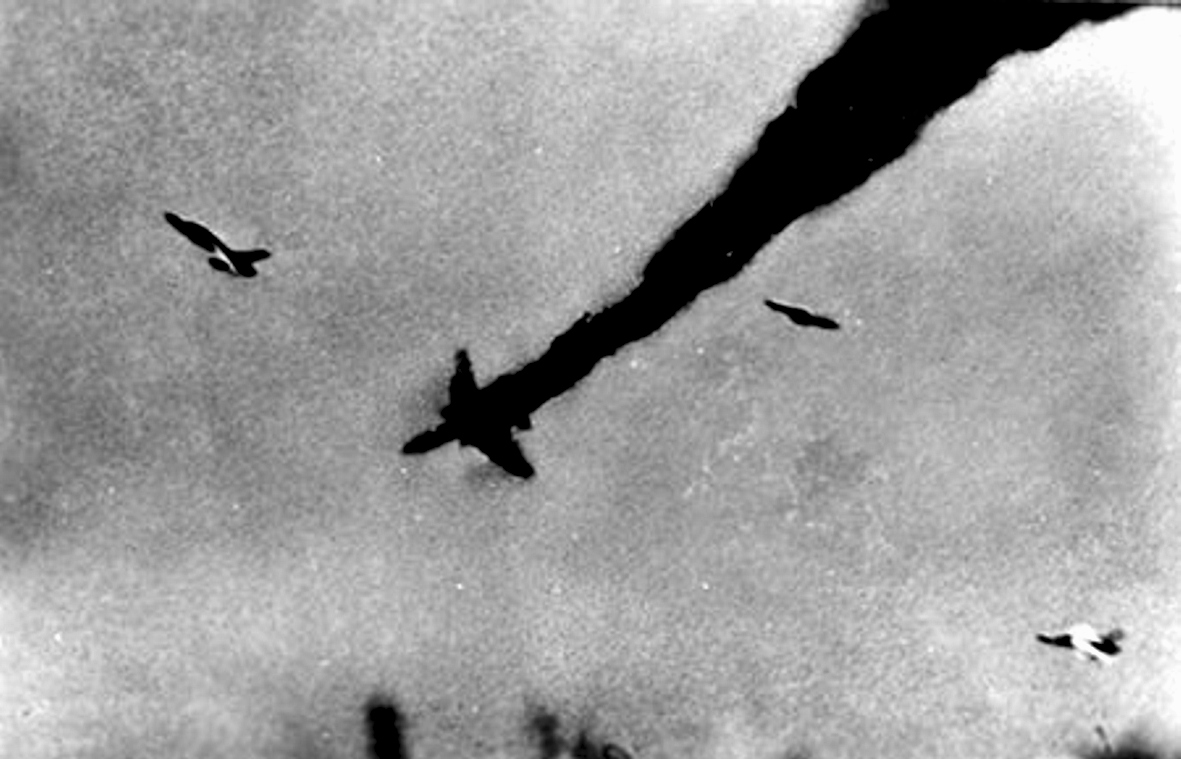
F-105D Thunderchief ВПС США збитий в небі Північного В'єтнаму.

3 квітня 1965 року 79 літаків, у тому числі 45 F-105 Thunderchiefs, були відправлені проти мосту Тхань Хоа, який отримав прізвисько «Щелепа дракона».  Наступного дня ворожі МіГи зіткнулися з F-105 під час другого бомбардування мосту, загалом вісім МіГ-17 зіткнулися з 46 F-105 у супроводі  із 21 F-100 Super Sabres.  МіГ-17 ухилилися від супроводу, використовуючи висоту та хмарність, натомість зосередившись на завантажених бомбами Thunderchiefs.  Два Thunderchiefs були збиті одним МіГ-17;  третій, який, як вважають, був втрачений від наземного вогню, пізніше був заявлений Північчю як збитий літаком МіГ-17.  Один пілотований F-105 ледве врятувався. Начальник штабу ВПС США генерал Джон П. Макконнелл "збожеволів", коли почув, що два F-105 були збиті дозвуковими північнов'єтнамськими МіГами часів Корейської війни. Міст Тхань Хоа виявився стійким до бомбардування з повітря;  Для пошкодження мосту було виконано кілька завдань як F-105, так і літаків ВМС США.
24 липня 1965 року чотири літаки McDonnell F-4C Phantom ВПС США взяли участь в авіаударі по складу боєприпасів у Дьєн Бен Фу та заводі боєприпасів Lang Chi на захід від Ханоя.  Один був збитий і три пошкоджені ракетами SA-2.  Через два дні президент Джонсон віддав наказ атакувати всі відомі позиції SA-2, які були виявлені за межами 48-кілометрової зони відчуження.  Вранці 27 липня 48 F-105 брали участь в операції "Spring High".  Але в’єтнамці знали, що американська авіація наближається, і встановили на цьому місці багато зенітних гармат калібру 23 мм і 37 мм.  Ці зенітні гармати були смертельними на близькій відстані, і в’єтнамці збили шість літаків, а більше половини літаків США отримали пошкодження.  Обидва майданчики ЗРК були позбавлені ракет та обладнання, і в’єтнамці замінили справжні SA-2 пофарбованими в білий колір пачками бамбука.  Операція "Spring High" знищила дві марні цілі ціною шести літаків і п'яти пілотів.
У грудні 1966 року льотчики МіГ-21 921-го полку В'єтнамських Народних ВПС заявили, що збили 14 F-105 без будь-яких втрат.
Під час типової бойової місії в Північному В’єтнамі F-105D перевозив два паливних баках по 1700 л, встановлених під крилом, паливний бак на  1500 л у бомбовому відсіку та п’ять, або шість бомб вагою 340 кг і до того ж  вимагали заправки в польоті, щоб долетіти до Ханоя, а іноді й повертатися через 1100 км.  F-105, що літали в околицях Ханоя, регулярно літали гад гірською місцевістю під назвою "Глухий хребет" , щоб уникнути протиповітряної оборони, що оточує місто.  Полковник Джек Бротон, пілот F-105 у В’єтнамі, зазначив, що той хто літає до Ханоя «просто немає права на помилку».

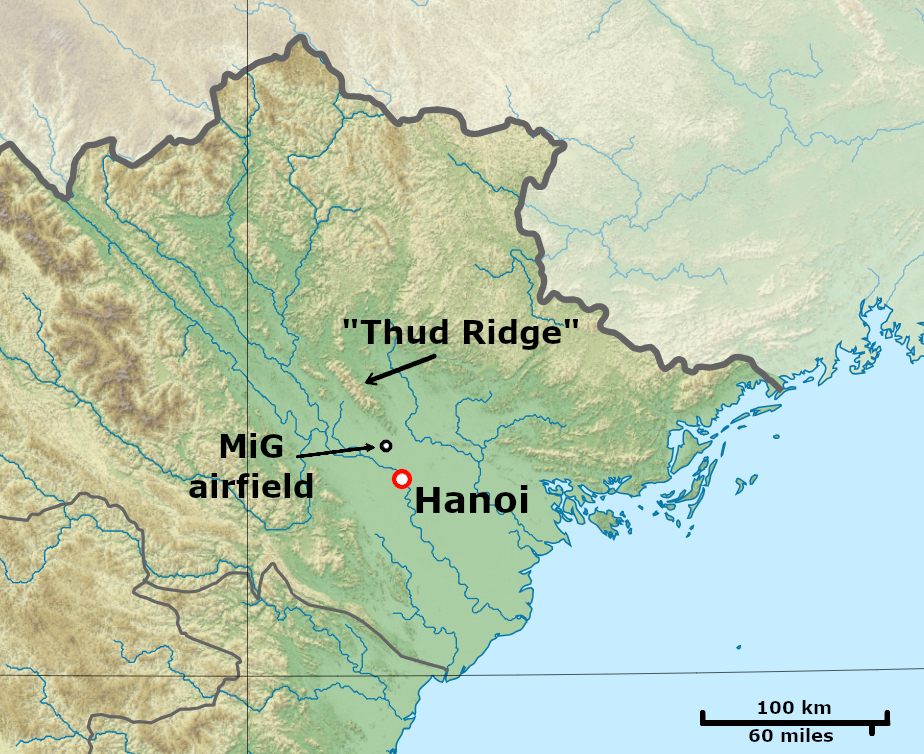
Місцезнаходження Thud Ridge та аеродрому базування МІГів

11 серпня 1967 року F-105D з 335-ї тактичної ескадрильї винищувачів за підтримки F-105 Wild Weasels з 338-ї тактичної ескадрильї винищувачів здійснили першу з багатьох успішних атак на міст Пола Думера через Ред-Рівер. Польоти на малих висотах і бомбардування з пікірування змусили F-105 потрапити в зону дії зенітних гармат Північного В’єтнаму, іноді потрапляючи під сильний вогонь.
Зазвичай F-4 супроводжували F-105 ВПС США супроводжували, щоб захистити їх від ворожих винищувачів.  Тим не менш, Thunderchief офіційно здійснили 27,5 перемоги в повітрі проти літаків ВПС Північного В'єтнаму за ціною 17 своїх літаків, які були збиті  ворожими винищувачами, також північно-в'єтнамські пілоти стверджували, що збили ще 23 F-105, але це не було підтверджено ВПС США. Усі перемоги були здобуті проти МіГ-17.  З них 24 літаки були збиті гарматним вогнем (одну перемогу розділили з F-4), а три — ракетами AIM-9 Sidewinder. F-105 еофіційно приписують, що один літак збив три МіГи — один ракетою класу «повітря-повітря», другого— гарматним вогнем, а третій — був знищений бомбою яка була скинута прямо перед Мігом.
31 травня 1968 року в Академії ВПС США відбулася церемонія посвячення на честь випускників, які проходили службу у В’єтнамі.  F-105, був зібраний з використанням деталей з десяти різних F-105, які були у В'єтнамі, був розміщений як пам'ятник. У церемонії взяли участь усі курсанти і комендант курсантів Академії, представник Republic Aircraft, представники преси та інші.  На завершення церемонії був політ чотирьох F-105 з авіабази Макконнелл мав пролетіти строєм на висоті 300 метрів над землею, а потім поодинці пролетіти на висоті 75 метрів.  Формування відбулося за планом.  Але керівник польоту, підполковник Джеймс «Чорний Метт» Метьюз, повернувся для одиночного проходження, але перевищив швидкість звуку на висоті менше 30 метрів.  Послідуючий звуковий удар розбив сотні вікон, а п’ятнадцять людей отримали порізи.

### ОдержувачіМедалі Пошани
Два льотчики Wild Weasel отримали Почесну медаль:
Капітан ВПС США Мерлін Х. Детлефсен був нагороджений Почесною медаллю, а капітан Кевін «Майк» Гілрой Хрестом ВПС за місію F-105F Wild Weasel 10 березня 1967 року, здійснюючи політ на
F-105F ( серійний номер-63-83, після того, як їхній літак був пошкоджений наземним вогнем, Детлефсен і Гілрой вирішили залишитися в небі над металургійним заводом у Тай Нгуєні, доки місце ЗРК не було знайдено та знищено.
Капітан ВПС США Лео К. Торнесс був нагороджений медаллю пошани, а капітан Гарольд Джонсон — Хрестом ВПС за місію F-105F Wild Weasel 19 квітня 1967 року, літаючи F-105F, серійний номер 63-8301.  Торнесс і Джонсон прикрили спробу порятунку іншого екіпажу Wild Weasel, який був збитий, в процесі знищення двох МіГ-17.  Після того, як закінчилися боєприпаси, Торнесс і Джонсон продовжували діяти як приманки, щоб відволікти МіГи від рятувального літака.

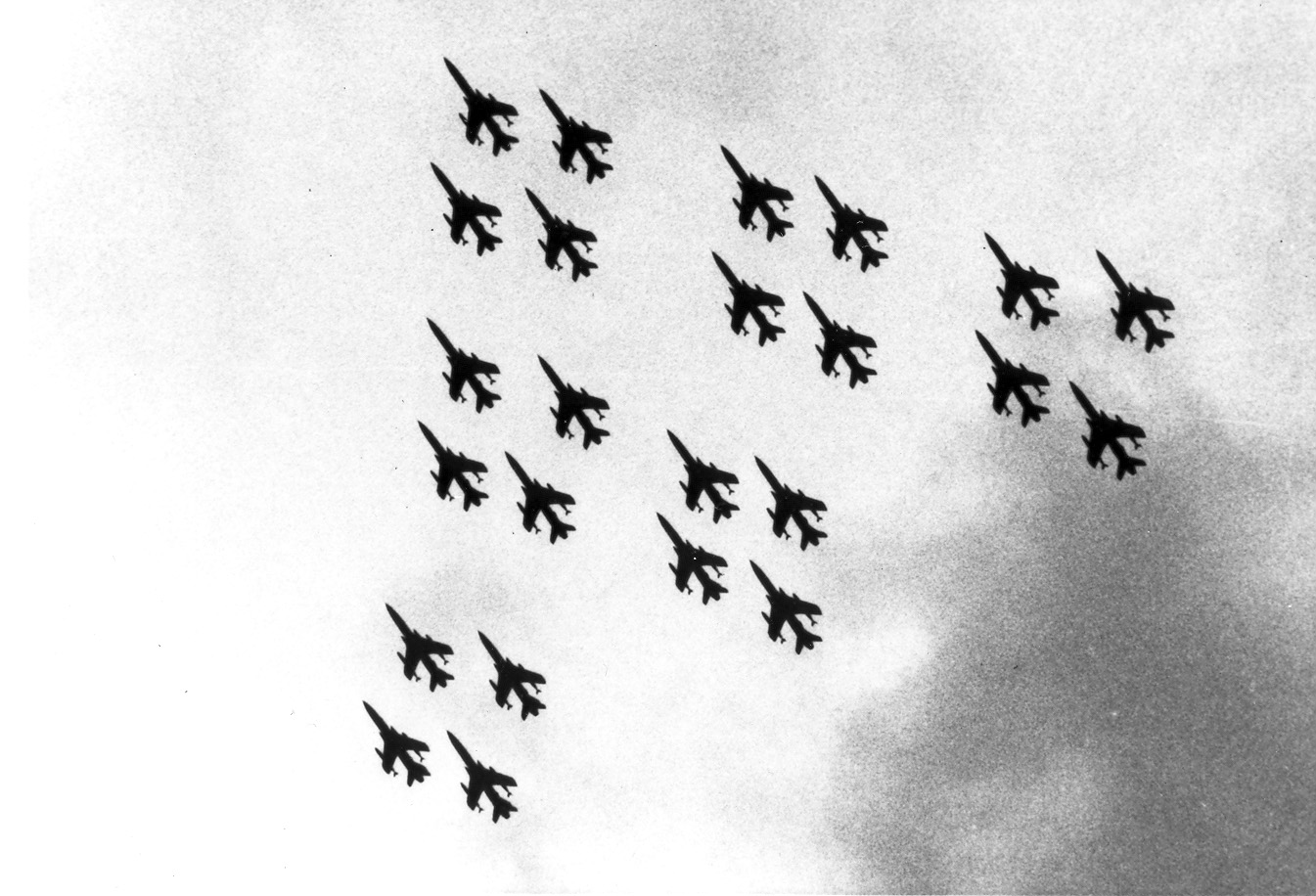
Група з 24 літаків "Diamonds on Diamonds" здійснили політ на базі ВПС Хілл, штат Юта, 4 червня 1983 року.

### Вихід на пенсію
Оскільки виробництво F-105 закінчилося, під час війни у В'єтнамі цей тип був замінений іншими літаками, насамперед F-4 Phantom II. У жовтні 1970 року 355-е тактичне винищувальне крило, яке базувалося в Тахлі , Таїланд, і було останнім підрозділом F-105D у Південно-Східній Азії, що почало повертатися до США.  Поступово їх замінили F-4G Wild Weasel IV.
Thunderchief був швидко виведений зі служби ВПС США після закінчення війни у В'єтнамі.  З 833 побудованих F-105 395, з них F-105  в Південно-Східній Азії 334 (296 F-105D і 38 двомісних) втрачено від ворожих дій і 61 втрачено в оперативних аваріях.  Після війни ВПС США почали передавати літаки, що залишилися, до підрозділів резерву ВПС  та Повітряної національної гвардії.  Наприкінці 1970-х років за цими старіючими Тандерчіфами стало важко доглядати.  Останні F-105G із 128-ї ескадрильї тактичних винищувачів Грузії були зняті 25 травня 1983 року.  Останній політ F-105 Thunderchief здійснив 25 лютого 1984 року зі складу 466-ю ескадрилью тактичних винищувачів, це був F-105D.

## Модифікації

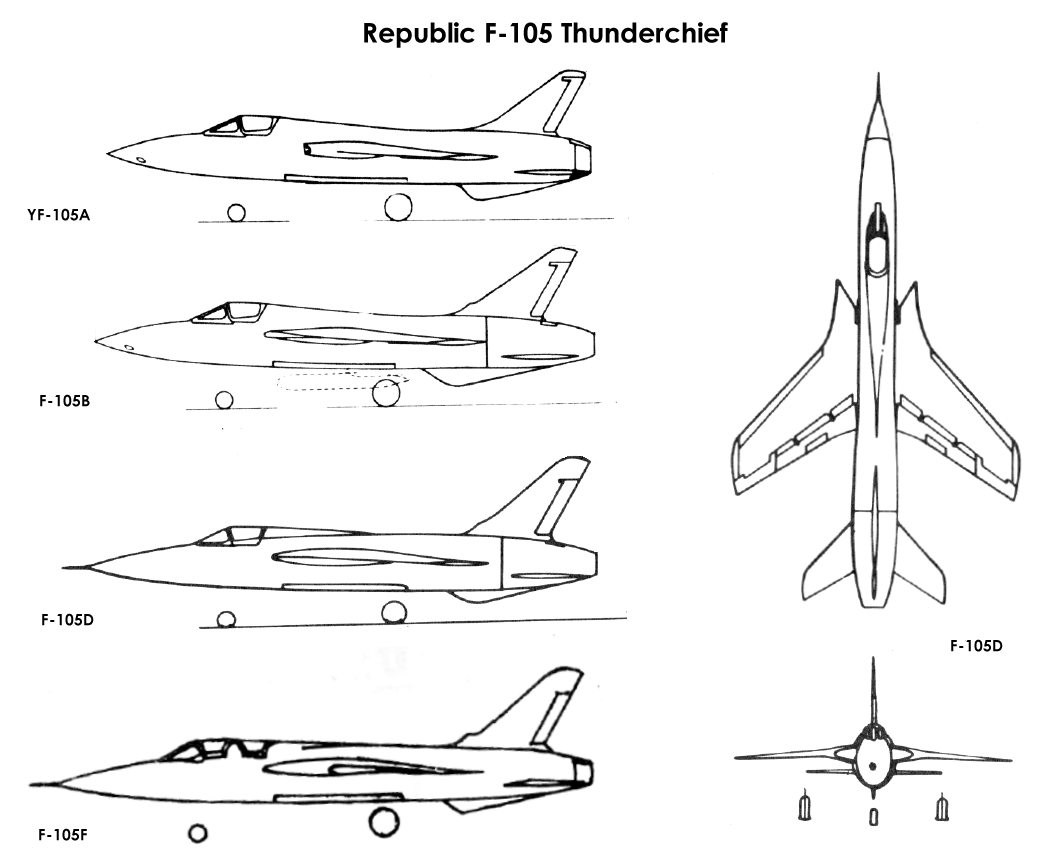

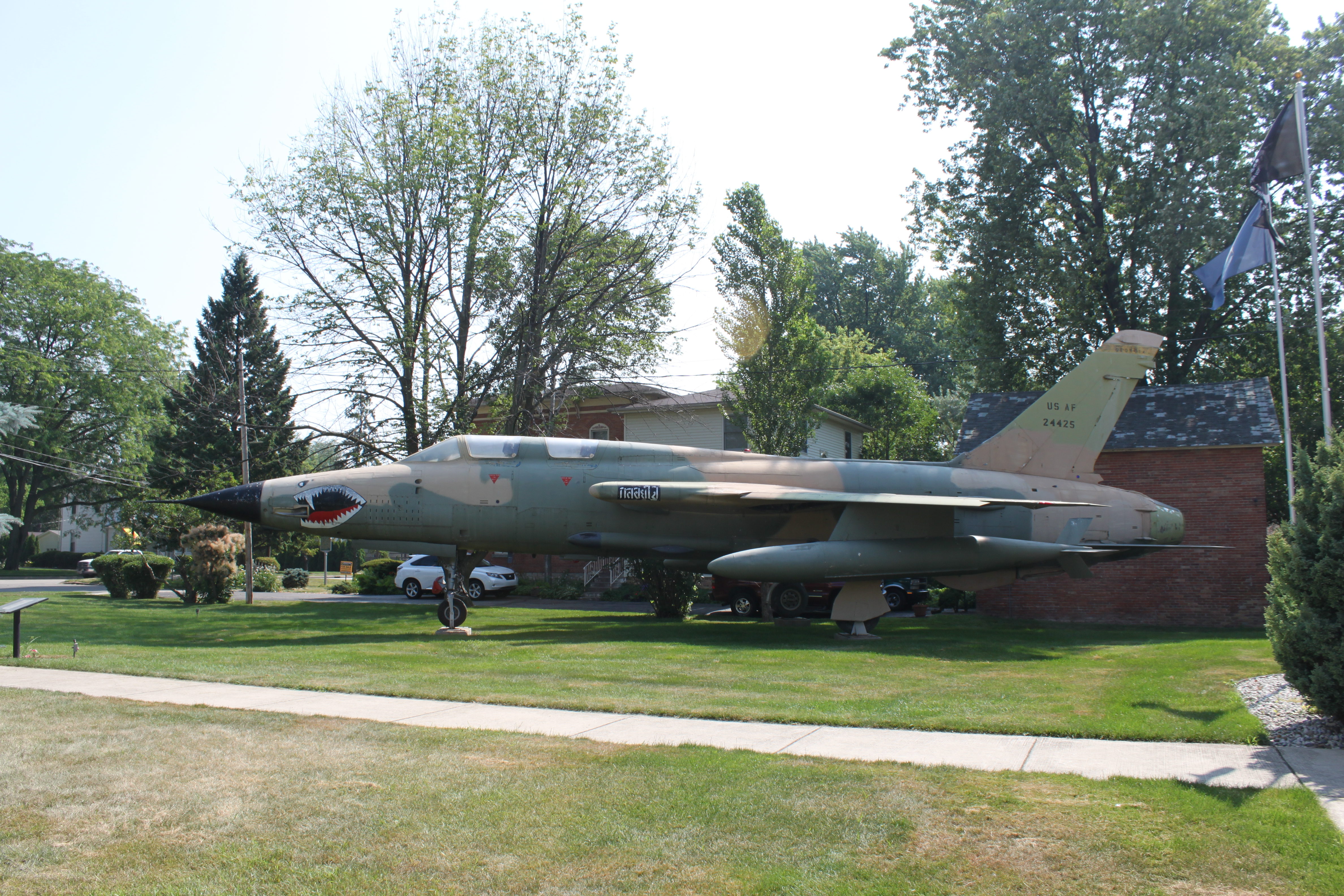

- YF-105AT два передсерійні прототипи з моделлю двигуна P&W J57.
- JF-105B побудований з перерозподілених планерів RF-105B;  три побудовані.
- F-105B Запропонована розвідувальна версія F-105B  не була побудовано.  Три були замовлені, але завершені як JF-105B.
- F-105C Запропонований тренажер з подвійним керуванням, проект скасовано в 1957 році, жоден не побудований.
- F-105D Остаточна серійна модель, здатна працювати в будь-яку погоду завдяки передовій авіоніці, включаючи навігаційний радар AN/APN-131;  610 побудовано.
- RF-105D Запропонована розвідувальна версія F-105D,  не побудовано.
- F-105E Пропонована тренувальна версія F-105D, скасовано в 1959 році, жоден не побудований.
- F-105F Двомісна тренувальна версія F-105D з подовженим переднім фюзеляжем.  Він був повністю боєздатним і мав подвійне керування, вищий стабілізаторо та збільшену злітну вагу;  його перший політ відбувся 11 червня 1963 року. Всього було виготовлено 143 літаки.
- EF-105FI Початкове позначення для версії для Wild Weasel , 54 перероблені з F-105F.
- F-105G Двомісний Wild Weasel  , покращена версія EF-105F.

## Оператори
США:
- ВПС США
- Буревісники (пілотажна група)
- Резерв Повітряних сил США

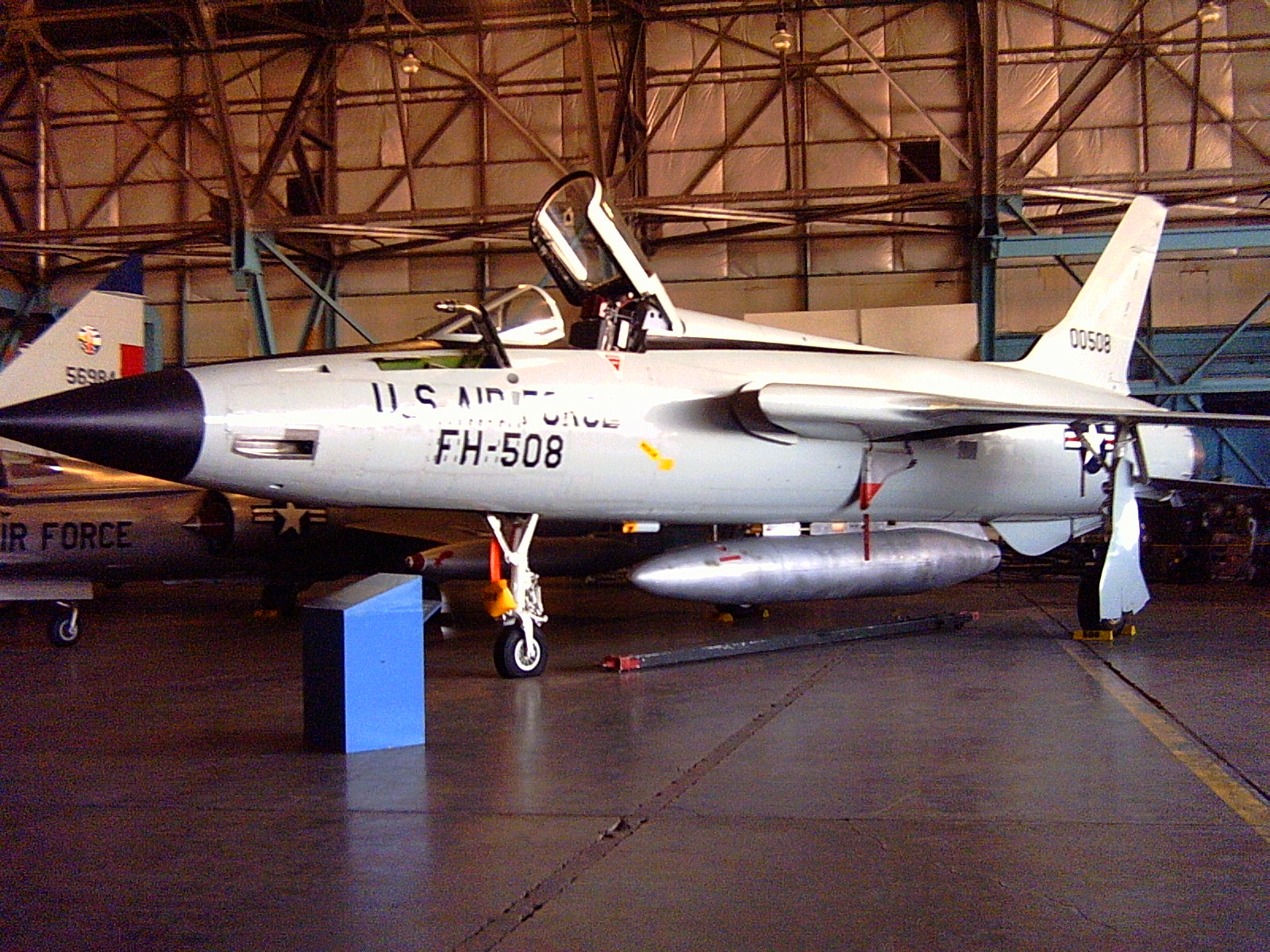
F-105D 60-0508, 49 винищувальне крило TFW, в музеї Колорадо

- Повітряні сили Національної гвардії США